# Bolsa de Fabricio
En las aves, la bolsa de Fabricio (Latín: Bursa cloacalis o Bursa fabricii) es el sitio de hematopoyesis, un órgano especializado que, tal como demostró por primera vez Bruce Glick y posteriormente Max Cooper y Robert Good, es necesario para el desarrollo de los linfocitos B (parte del sistema inmunológico) en las aves. Los mamíferos por lo general no poseen un órgano equivalente; la médula ósea es tanto el sitio de hematopoyesis como de desarrollo de los linfocitos B. La bolsa se encuentra en la cloaca de las aves y su denominación hace referencia a Hieronymus Fabricius quien la describió en 1621.

## Descripción
La bolsa es un órgano epitelial y de tejido linfoide que solo se encuentra en las aves. La bolsa se desarrolla como un divertículo dorsal de la región proctódica de la cloaca. La superficie interior de la bolsa posee unos 15 plegamientos primarios y 7 plegamientos secundarios. Estos plegamientos poseen cientos de folículos de la bolsa que alojan células epiteliales asociadas al folículo, linfocitos, macrófagos, y células de plasma. Las células madre linfoides migran desde el hígado fetal a la bolsa durante la ontogenia. En la bolsa, estas células madre adquieren las características de linfocitos B maduros, inmunocompetentes.
La bolsa se encuentra activa en las aves jóvenes. Se atrofia después de unos seis meses.

## Enfermedades
La enfermedad infecciosa de la bolsa (por sus siglas en inglés: IBD) es una enfermedad viral en las aves de corral. Por lo general el virus ataca la bolsa de las aves jóvenes, imposibilitando el desarrollo del sistema inmunológico.